# Pectinidiscus sibogae
Pectinidiscus sibogae är en sjöstjärneart som beskrevs av Doderlein 1921. Pectinidiscus sibogae ingår i släktet Pectinidiscus och familjen Goniopectinidae. Inga underarter finns listade i Catalogue of Life.